# Zentralstadion Pawlodar
Das Zentralstadion Pawlodar  (kasachische: Орталық стадион; russisch: Центральный стадион Павлодар) befindet sich in der Stadt Pawlodar in Kasachstan. Es ist die Heimstätte des Fußballklubs Irtysch Pawlodar.
Das im Jahr 1947 eingeweihte Stadion besitzt eine Kapazität von 15.000 Sitzplätzen. Die Spielstätte entspricht den internationalen Anforderungen und hat neben einer Videoleinwand auch VIP-Logen. Als Spielfläche ist ein Naturrasen verlegt.